# Mon père, je m'accuse
Mon père, je m'accuse est un roman historique de Mylaine Demers paru en 1996 portant sur la société patriarcale des années 1940 à 1950 en Ontario français. Le roman met en scène deux familles se débattant contre la société contrôlée par l'Église. Le personnage principal, Maria Comtois est forcée de donner son enfant en adoption, puis se marie. Elle continue avec sa vie, mais neuf ans plus tard, le passé refait surface lorsqu'elle devient par hasard la voisine de la mère adoptive,.

## Résumé
À Wendover en novembre 1937, Maria, sa sœur Florence, son père Aurèle et sa mère vivent dans une ferme. Maria rencontre un homme nommé Laurient qui est envoyé à Uottawa pour y faire des études. Elle est triste, mais quelques semaines plus tard, elle apprend qu'elle est enceinte. Elle le dit à son père qui l'envoie dans un hôpital à Hawsbury. Elle finit par accoucher et est triste de ne pas pouvoir garder le bébé. Un couple nommé Armande et Amélie est ensemble depuis deux ans et demi et le prêtre dit à Amélie qu'elle doit avoir un enfant si elle veut toujours aller à l'église. Armande accepte l'adoption dans l'espoir d'avoir un garçon, mais lorsqu'ils arrivent sur place, ils découvrent qu'il n'y a plus que des filles et Armande dit à Amélie qu'ils partent, mais lorsqu'Amélie lui raconte ce que l'église a dit, il accepte de la laisser avoir une petite fille. Il ignore la fille pendant qu'Amélie s'occupe d'elle. C'est la Seconde Guerre mondiale, la plupart des hommes sont enrôlés et l'économie meurt. Armande est trop vieux pour être enrôlé, mais il doit quand même faire face à la conscription parce qu'il ne peut pas gagner assez d'argent. En bref, il n'aimait pas dépenser de l'argent, quel qu'il soit. Leur voisine Alda a besoin d'aide car son mari est parti à la guerre et elle a 7 enfants. Elle demande à Amélie si elle peut s'occuper de son plus jeune enfant pour qu'elle puisse trouver un travail. Armande ne veut pas qu'Amélie garde l'enfant d'Alda car, dit-il, " elle a le culot de vous demander beaucoup de dépression. Nous aussi, on a du mal. Les affaires ne marchent pas très bien au magasin". Armand ne veut pas payer les affaires d'Amélia ni celles de sa fille. Élisabeth n'aime pas Armand et la façon dont il traite Amélie et dit que jusqu'à sa mort, elle fera tout pour se venger. Armand veut contrôler pour qui vote Amélie, Amélie et Élisa s'éloignent d'Armand en allant chercher la boîte que la mère d'Amélie a laissée pour elle. Élisabeth entre à l’Académie du Sacré-Coeur et commence à être intimidée par Rose-Maria. Rose-Maria a continuellement appelé Élisabeth ‘’bâtard’’ et Élisabeth l'a frappé dans l’estomac et a couru à la maison pour voir sa mère. Quand elle a expliqué l’histoire, Amélie a pris une visite chez les Tremoblay. Après tout, ils avaient un spectacle de Noël et Rose-Marie a barré Élisabeth dans les toilettes puisqu’elle voulait qu’elle manque tout le spectacle. Après manqué tout le spectacle, il n’y avait pas de preuve que c’était Rose-Marie qui l'a fait donc elle n’a pas reçu de punition. À la maison, Amélie a donné de l’argent à Armande pour acheter Élisabeth une poupée car elle se sentit mal mais quand Armand est revenu 2h en retard, il lui a dit qu’il n’avait pas de poupée car il a « oublié ». Amélie le croit après pis part a la messe et a laisser Armand a maison car il était fatigué. Armand a quitté la maison pour aller à l’hotel Inn et ill buvait du Gin avec un homme en le parlent d’Amélie. En retour a la maison il a tromper et a perdu beucoup de sang avant que quelqu’un la vue, donc il est mort. Amélie croyait que c’était sa faute. La maison des Tremblay a été pris en feu et le père de Rose-Marie est mort dans le feu la même nuit. Rose-Marie ne taquinait person n’agaçait plus. Guerre prit fin le 7 mai 1945, c’était la fête partout, les femmes accédèrent à de nouveaux droits. «Il avait fallu une guerre et la mort de milliers d’hommes pour enfin donner aux femmes leur place dans la société !». Maria part de Wendover pour aller à Hawkesbury, elle est restée avec les Lalond (les parents de son nouveau mari Damasse Lalond). Elle était dans le jardin quand Élisabeht est rentrée, Maria a senti des émotions envers l’enfant, elle savait qu’elle était sa fille puis elle s'est mise à pleurer pendant des jours dans la chambre. Maria est obsédée par la ressemblance entre Élisabeth et Laurient, au lieu de demander à Amélie, elle se tait car elle ne veut pas qu'elle ait des soupçons. Maria retourne à l'hôpital pour leur demander à propos d’Élisabeth. Maria a demander pour soeur Thérèse, la soeur ne peuvent pas montrer le dossier a Maria mais pour l’assurer elle va confirmé ou non ses suspicion de ci Élisabeth est l’enfant biologique de Maria. Élisabeth appelle Maria sa tante. Amélie s’interogait sur les motifs de Maria car elle achète plein de cadeaux pour Élisabeth. Amélie a figuré c’était qui la vrai mère d’Élisabeth. Amélie commence à se sentir bizarre et faible. Elle est restée au lit pendant deux semaines, car elle n'aime pas que son enfant rende visite aux Lalonds. Elle a dit à tout le monde qu'elle était malade. Elle ne va pas dire à tout le monde qu'elle sait qui est la vraie mère. Elle a fini par tomber à un moment donné à cause du stress. Fleur est venue demander à Élisabeth si elle voulait se joindre à elle et à sa famille pour aller au cinéma et quand elle a demandé à sa mère, Amélie a paniqué et lui a dit non. Elle se rend compte de sa méchanceté et essaie d'aller lui dire qu'elle peut, mais elle entend sa fille dire qu'elle est jalouse de Fleur et qu'elle aimerait que sa mère soit Maria à sa place. Maria tombe dans le coma et le médecin lui annonce qu'elle a un cancer. Son père demande à Beatrice, la sœur d'Amélie, d'emmener Elisabeth avec elle à Montréal. Amélie croit qu'elle a le cancer parce qu'elle a "tué Armand", elle croit que c'est sa pénitence de Dieu.Élisabeth ne veux pas vivre avec Beatrice en Montréal, elle court pour voir les Lalond et Maria, Maria va parler à Amélie. Maria a essayé de parler à Amélie mais Amélie ne veut pas l’entendre et la dit que sa décision est finale et que ce n’est pas de ses affaires. Amélie et Maria ont arrêté de parler encore. Aurèle a figuré que Élisabeth était la fille biologique de Maria, il n’est pas si heureux. Aurèle et Maria discutent Élisabeth. Ils ont arrêté Aurèle car il avait une crise cardiaque, Maria est allée à l'église après avoir reçu les nouvelles. Elle est retournée à Wendover et Aurèle a subi une autre crise cardiaque. Au début de juin, Amélie a prédi sa vision. Amélie demande Maria d'être là pour sa fille, elle la dit qu'elle sait. Amélie est mort et laisse sa fille à elle.